# Франсис Гафни
Франсис Андрю „Дрю“ Гафни (на английски: Francis Andrew „Drew“ Gaffney) e американски астронавт, участвал в космически полет.

## Образование
Дрю Гафни завършва колеж в родния си град през 1964 г. Дипломира се като бакалавър по изкуствата в Калифорнийския университет в Бъркли, щата Калифорния през 1968 г. Завършва медицина в щ. Ню Мексико през 1972 г.

## Служба в НАСА
Избран е за астронавт за група Spacelab-4 от НАСА на 9 януари 1984 г. След катастрофата на космическата совалка „Чаланджър“ е повторно избран (за група SLS-1) на 24 февруари 1989 г. Участва в космически полет. Напуска НАСА на 4 юни 1991 г.

## Космически полет
Ф. Е. „Дрю“ Гафни лети в космоса като член на екипажа на мисия STS-40:
| Космически полет на Франсис Андрю „Дрю“ Гафни                 | Космически полет на Франсис Андрю „Дрю“ Гафни | Космически полет на Франсис Андрю „Дрю“ Гафни | Космически полет на Франсис Андрю „Дрю“ Гафни | Космически полет на Франсис Андрю „Дрю“ Гафни | Космически полет на Франсис Андрю „Дрю“ Гафни | Космически полет на Франсис Андрю „Дрю“ Гафни |
| №                                                             | Дата                                          | КК                                            | Емблема на мисията                            | Функции                                       | Продължителност                               |                                               |
| ------------------------------------------------------------- | --------------------------------------------- | --------------------------------------------- | --------------------------------------------- | --------------------------------------------- | --------------------------------------------- | --------------------------------------------- |
| 1                                                             | 5 юни 1991                                    | „Колумбия“, мисия STS-40                      |                                               | Специалист по полезния товар                  | 9 денонощия 02 часа 14 мин. 20 сек.           |                                               |
| Сумарно време в космоса – 9 денонощия 02 часа 14 мин. 20 сек. |                                               |                                               |                                               |                                               |                                               |                                               |

## Награди
- Медал на НАСА за участие в космически полет (1991).